# Cremnoptini
Cremnoptini es una tribu de himenópteros apócritos de los bracónidos. Los géneros incluidos en esta tribu incluyen:

## Géneros
- Biroia Szépligeti, 1900
- Cremnops Forster, 1862
- Cremnoptoides van Achterberg & Chen, 2004
- Hyrtanommatium Enderlein, 1920
- Labagathis Enderlein, 1920
- Mesoagathis Cameron, 1905
- Zacremnops Sharkey & Wharton, 1985